# Epidemia del 412 a.C.
La Epidemia de 412 a. C. fue una epidemia derivada de una enfermedad desconocida, a menudo identificada como gripe. Se identificó en el norte de Grecia por Hipócrates y en Roma por Livy. Ambos describieron que la epidemia continuó durante aproximadamente un año.
El brote de la enfermedad causó una escasez de alimentos en la República Romana, y una hambruna solamente se evitó con el alivio de los alimentos de Sicilia y Etruria, y a través de misiones comerciales a los "pueblos alrededor de los que vivían en el mar toscano o por el Tíber".

## Síntomas
Hipócrates nombró una amplia variedad de síntomas, entre ellos: fiebre, tos, dolor en la cabeza y el cuello, y emaciación. La enfermedad resultó mortal con mayor frecuencia entre los niños preadolescentes.